# Terry Shannon
Terry Shannon (* 5. November 1929 in London; † 29. Oktober 2022) war ein britischer Jazzmusiker (Piano).

## Leben und Wirken
Shannon begann in früher Kindheit Klavier zu spielen und war vollständig Autodidakt, der sich mehr auf das stützte, was man von Schallplatten hören konnte, als auf Hinweise von Lehrern. Er spielte zunächst lokale Gigs, darunter einige mit dem Trompeter Les Condon; nach seinem Schulabschluss arbeitete er acht Jahre lang in einem Bürojob beim Mineralölkonzern Esso, bevor er schließlich professioneller Musiker wurde und 1955 dem Quartett des Klarinettisten Vic Ash beitrat. Erste Aufnahmen entstanden im selben Jahr mit Jimmy Deuchar. Er wurde bald zum Sessionmusiker bei den klassischen Platten des Tempo-Labels, die Mitte der 1950er-Jahre entstanden, wobei er mit bekannten Musikern britischen Modern Jazz aufnahm – Dizzy Reece, Ronnie Scott, Tubby Hayes und Victor Feldman.
1957 schloss sich Shannon den Jazz Couriers unter der Leitung von Ronnie Scott und Tubby Hayes an; es wird gesagt, dass Tubby Hayes Shannons schlechte Blattlesefähigkeiten tolerierte, weil er sein Spiel so sehr bewunderte. Hayes schätzte Shannons Beitrag zur Couriers-Musik, und als sich die Band 1959 auflöste, blieb Shannon bei Hayes und verbrachte einen Großteil der nächsten fünf Jahre damit, mit dessen verschiedenen Gruppen zu arbeiten. 1959 schloss er sich zeitweise Ronnie Ross und Alan Ganley bei den Jazz Makers an. In den 1960er-Jahren arbeitete er regelmäßig mit Tubby Hayes und hatte zeitweise sein eigenes Trio. 1965 war er auch Mitglied der Keith Christie/Jimmy Deuchar Five. Im Bereich des Jazz war er laut Tom Lord zwischen 1955 und 1967 an 78 Aufnahmesessions beteiligt, außer den Genannten zuletzt auch mit der Harry South Big Band bei deren Aufnahmen 	in der BBC-Sendung Jazz Club.
Shannon hatte ein ausgeklügeltes harmonisches Gespür, gepaart mit seinem hervorragenden Zeitgefühl, und hatte einen durchsetzungsfähigen, aber nie wählerischen Begleitstil, zusammen mit der Fähigkeit, kraftvolle Soli zu bauen.